# برنهارد هيس
برنهارد هيس هو سياسي سويسري، ولد في 5 أبريل 1966 في سولوتورن في سويسرا. نشط حزبياً في الديمقراطيون السويسريون ‏ وحزب الشعب السويسري. وقد انتخب عضو المجلس الوطني السويسري ‏ (6 ديسمبر 1999 – 2 ديسمبر 2007).